# Peter Czupryna
Peter Czupryna es un deportista alemán que compitió para la RFA en piragüismo en la modalidad de eslalon. Ganó dos medallas en el Campeonato Mundial de Piragüismo en Eslalon, oro en 1979 y plata en 1981.

## Palmarés internacional
| Campeonato Mundial | Campeonato Mundial | Campeonato Mundial | Campeonato Mundial |
| Año                | Lugar              | Medalla            | Competición        |
| ------------------ | ------------------ | ------------------ | ------------------ |
| 1979               | Jonquière (Canadá) | Medalla de oro     | C2 individual      |
| 1981               | Bala (Reino Unido) | Medalla de plata   | C2 individual      |